# Trening obwodowy
Trening obwodowy – rodzaj aktywności fizycznej obejmującej trening wytrzymałości, trening oporowy oraz aerobik, podczas którego, poszczególne ćwiczenia, zwane „stacjami”, wykonywane są jedno po drugim, w cyklach zwanych „obwodami”.
Po ukończeniu całego cyklu, trenująca osoba przechodzi ponownie do ćwiczenia na pierwszej stacji rozpoczynając tym samym kolejny obwód. Jeden obwód zawiera zazwyczaj od kilku do kilkunastu rodzajów ćwiczeń, pomiędzy którymi występuje krótka, zwykle 15-30 sekundowa, przerwa na odpoczynek (niekiedy może jej w ogóle nie być, oprócz czasu na przejście między stacjami). Cały trening obejmuje kilka obwodów, a po ukończeniu jednego obwodu, przed przejściem do kolejnego stosuje się typowo trochę dłuższą przerwę, ok. 2-3 minut.
Program ten został opracowany w University of Leeds w 1953 roku przez R.E. Morgana and G.T. Andersona.